# Chogye sa
Chogye sa (조계사) – główny klasztor szkoły sŏn największego koreańskiego zakonu chogye.

## Historia klasztoru
Klasztor został założony w roku 1395 a więc na samym początku antybuddyjskiej dynastii Chosŏn w innej lokalizacji pod nazwą Gakhwang. W 1910 roku klasztor został przeniesiony w obecne miejsce i po zmodernizowaniu nosił nazwę Hwanggak sa. Do jego budowy w Seulu przyczynili się japoński misjonarz i mnich sōtō Hanshi Takeda oraz patriarcha Yi Hǒgwang. Po zajęciu Korei przez Japończyków zmienili oni nazwę na T'aego sa. W 1954 roku zmieniono nazwę na Chogye sa. Chogye jest koreańskim odpowiednikiem nazwy góry na której znajdował się klasztor Szóstego Patriarchy Huinenga – Caoxi (曹溪).
Oprócz tego, że jest to główny klasztor tradycji chogye, administruje także 187 innymi klasztorami.

## Adres klasztoru
- 45 Gyeonji-dong, Jongno-gu, Seul 110-170, Korea Południowa

## Galeria

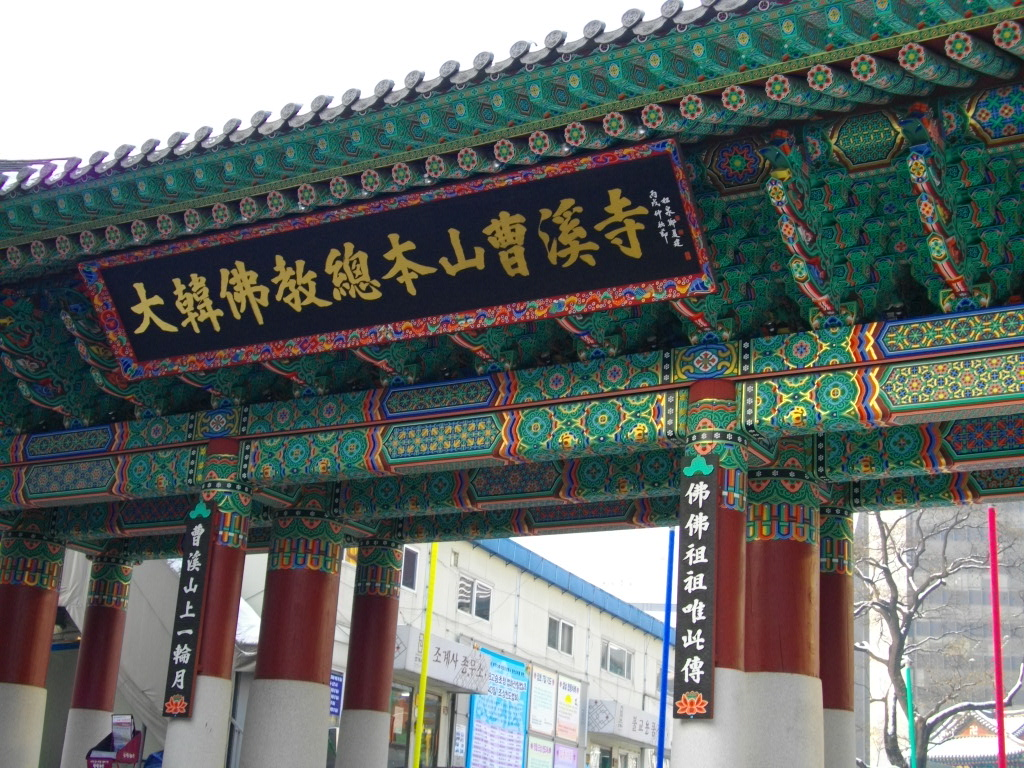
Brama jednofilarowa
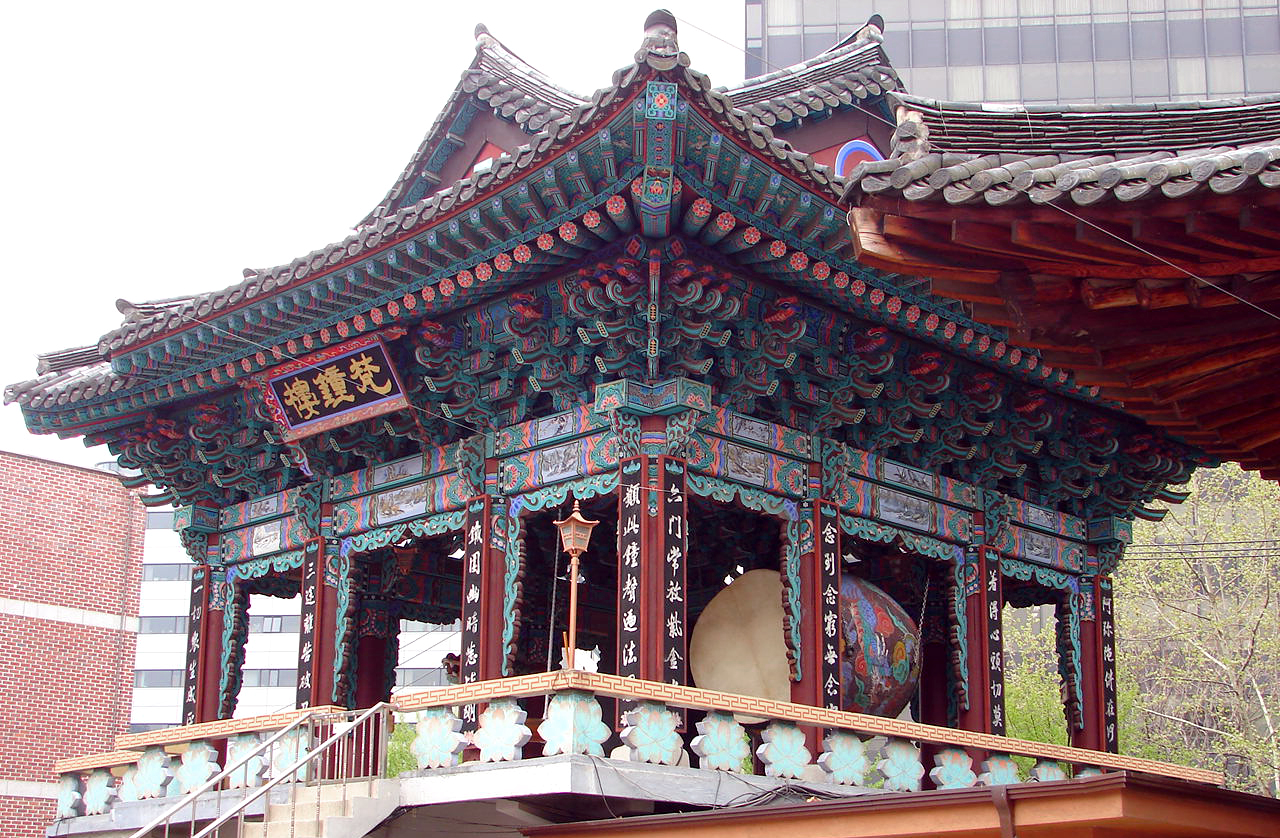
Wieża bębna
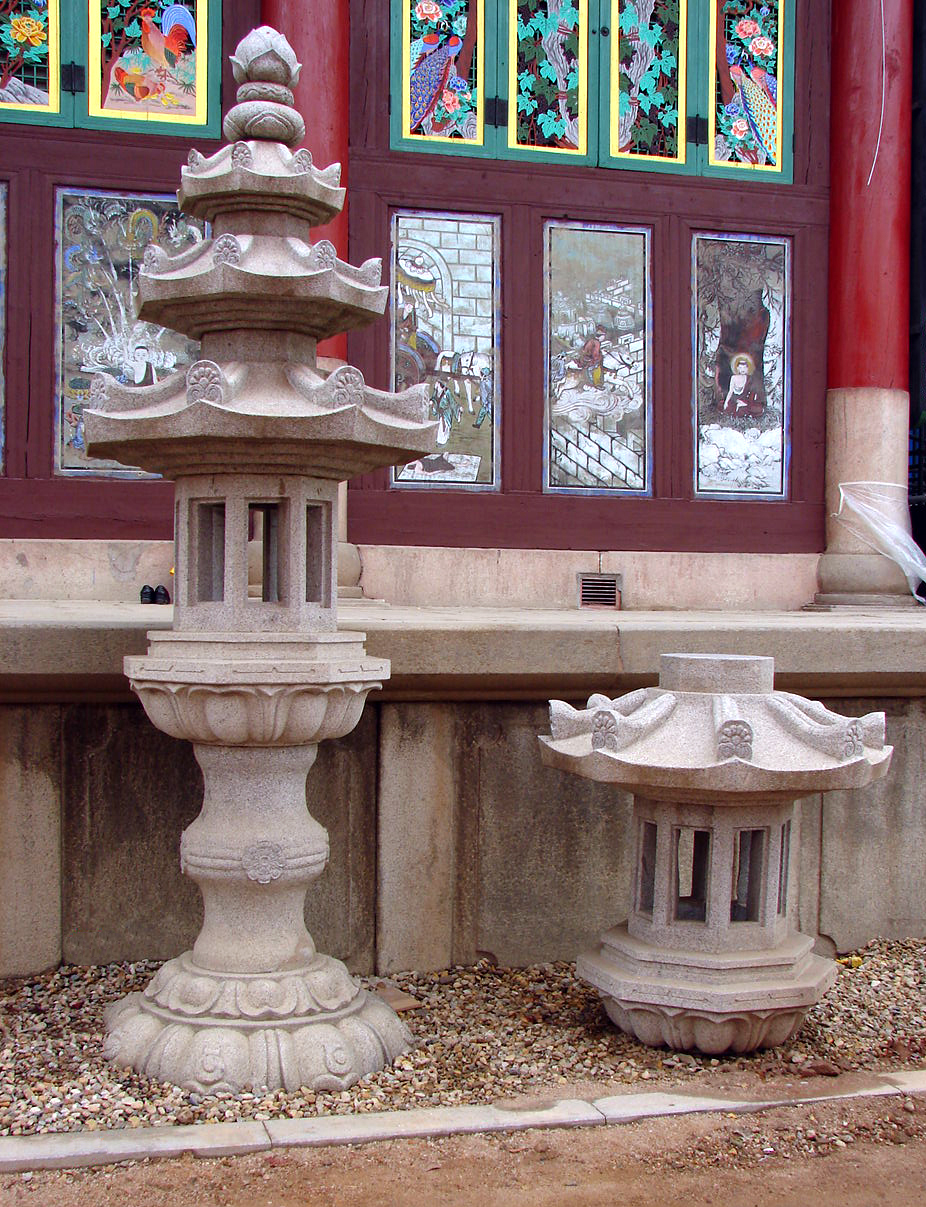
Latarnie
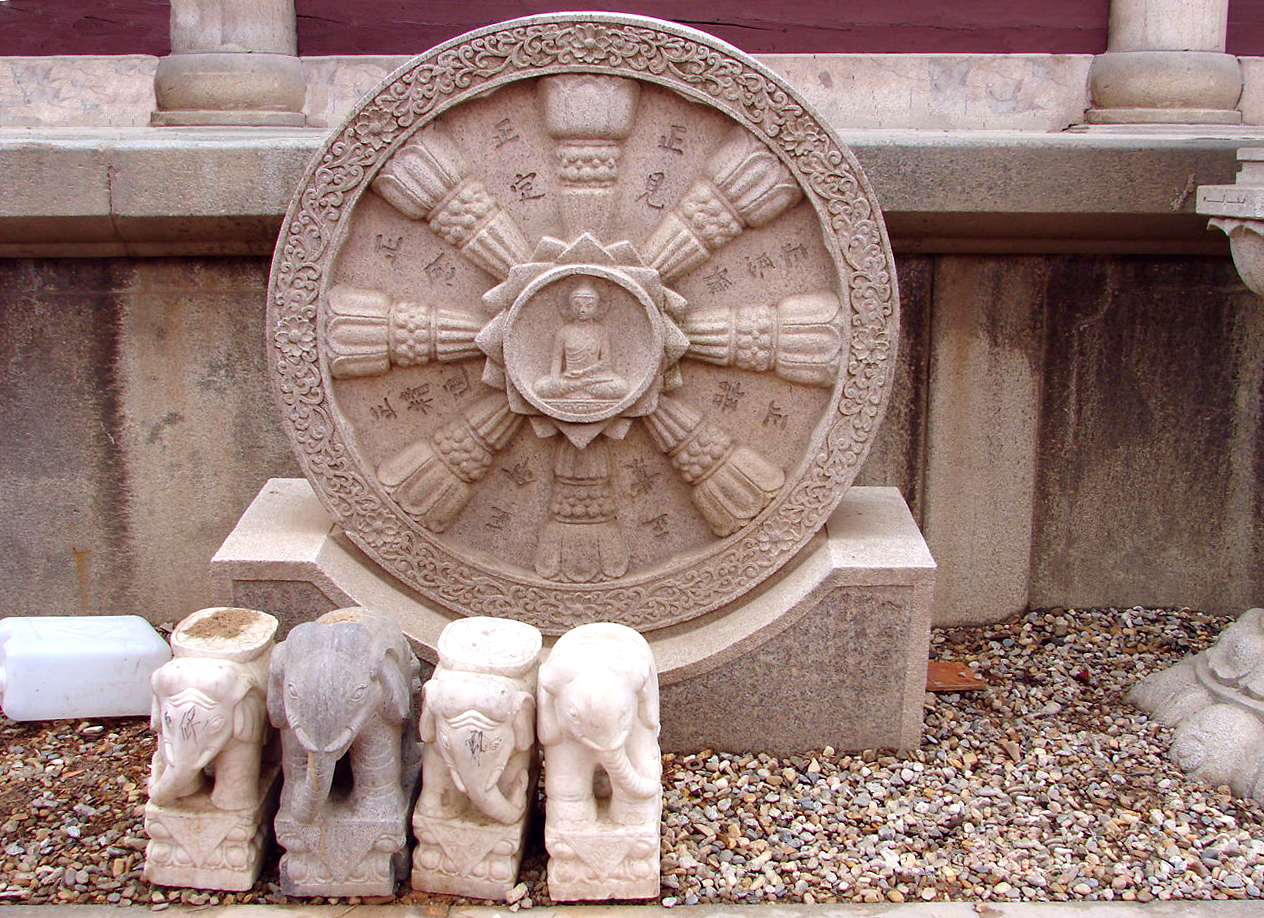
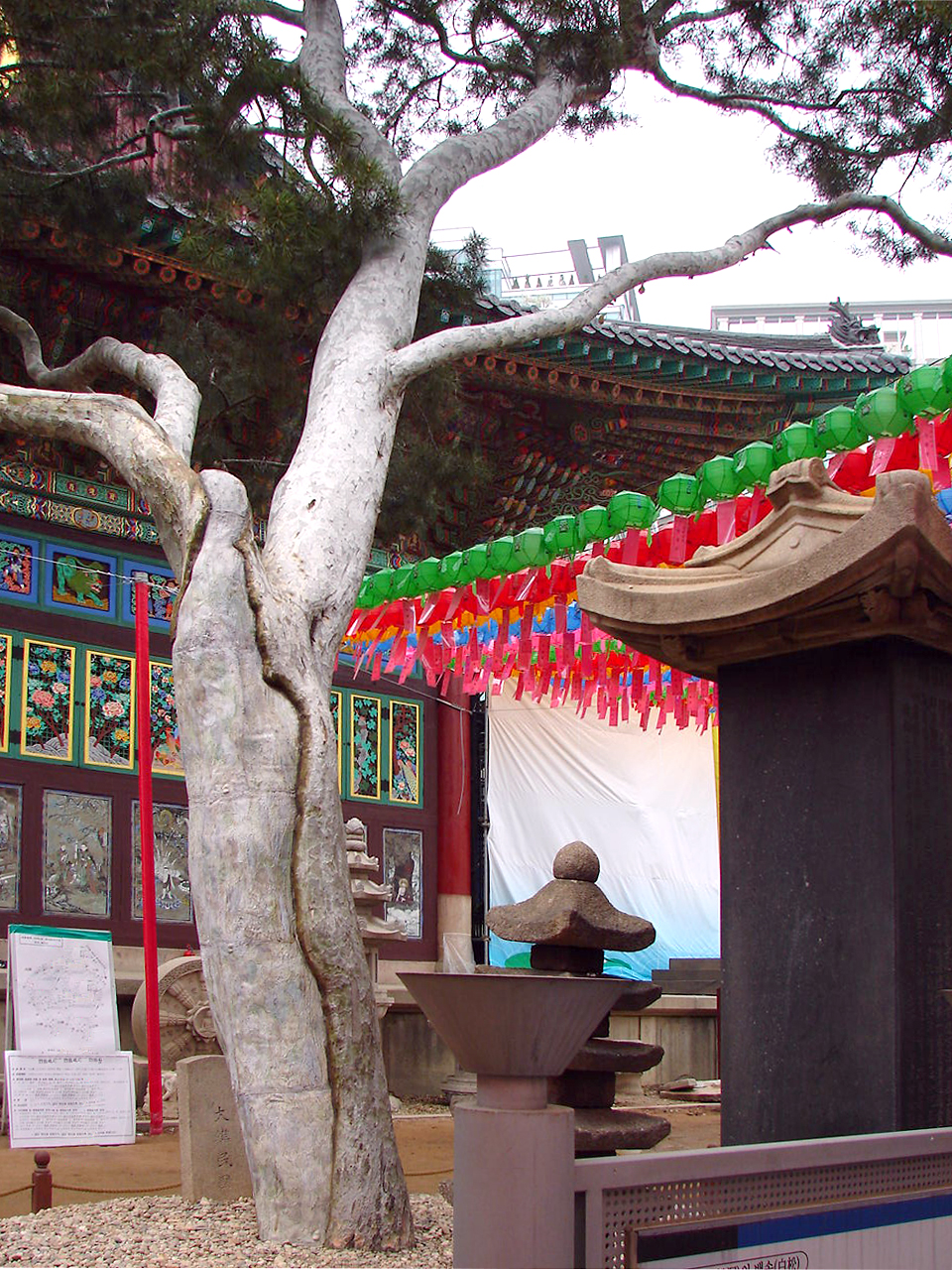
Zabytkowa sosna – Naturalny pomnik nr 9
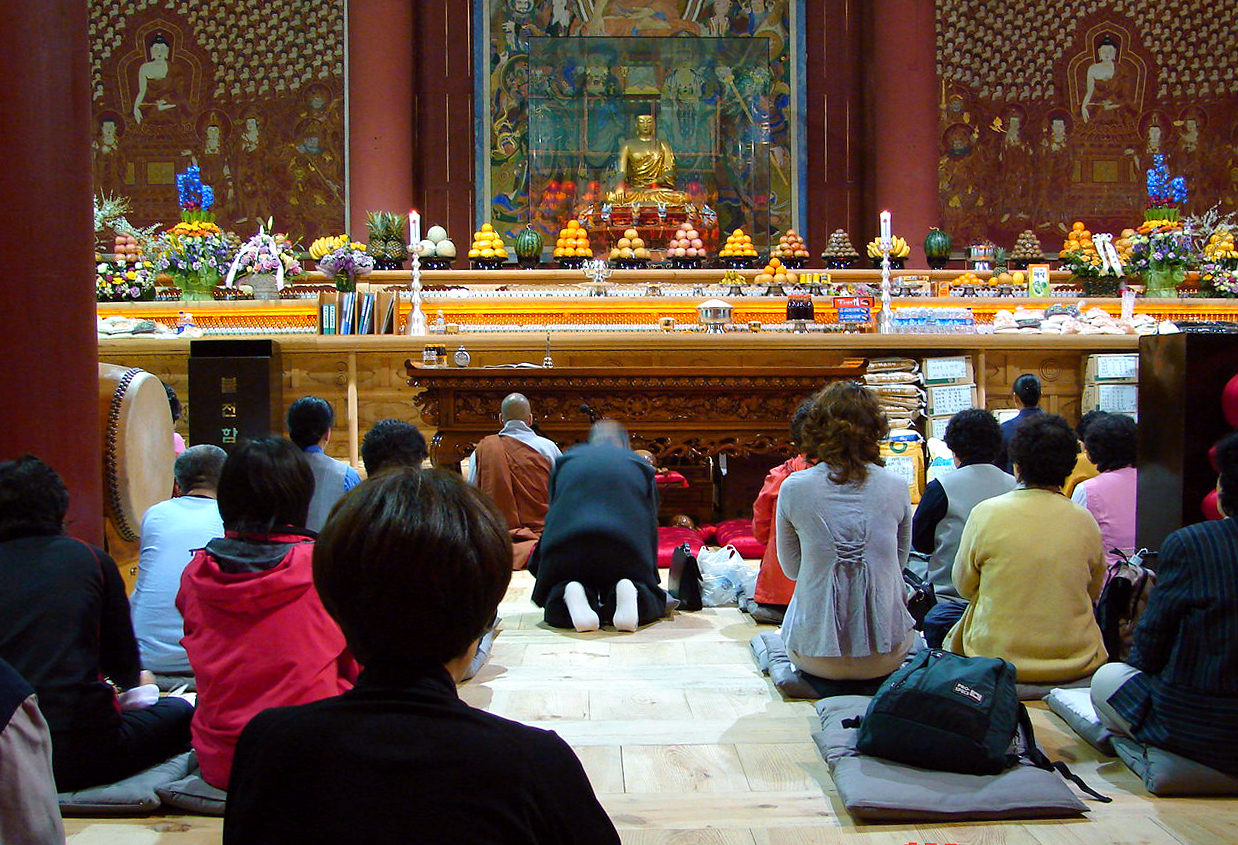
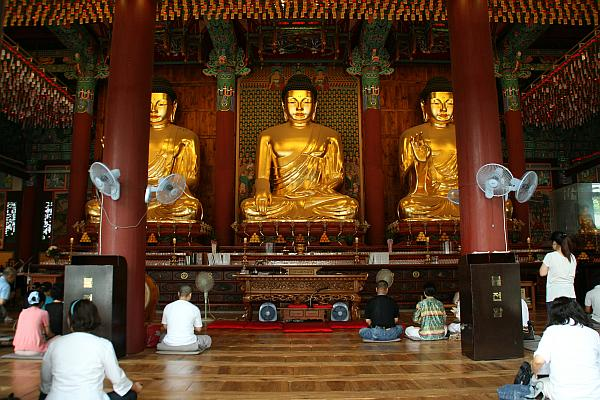
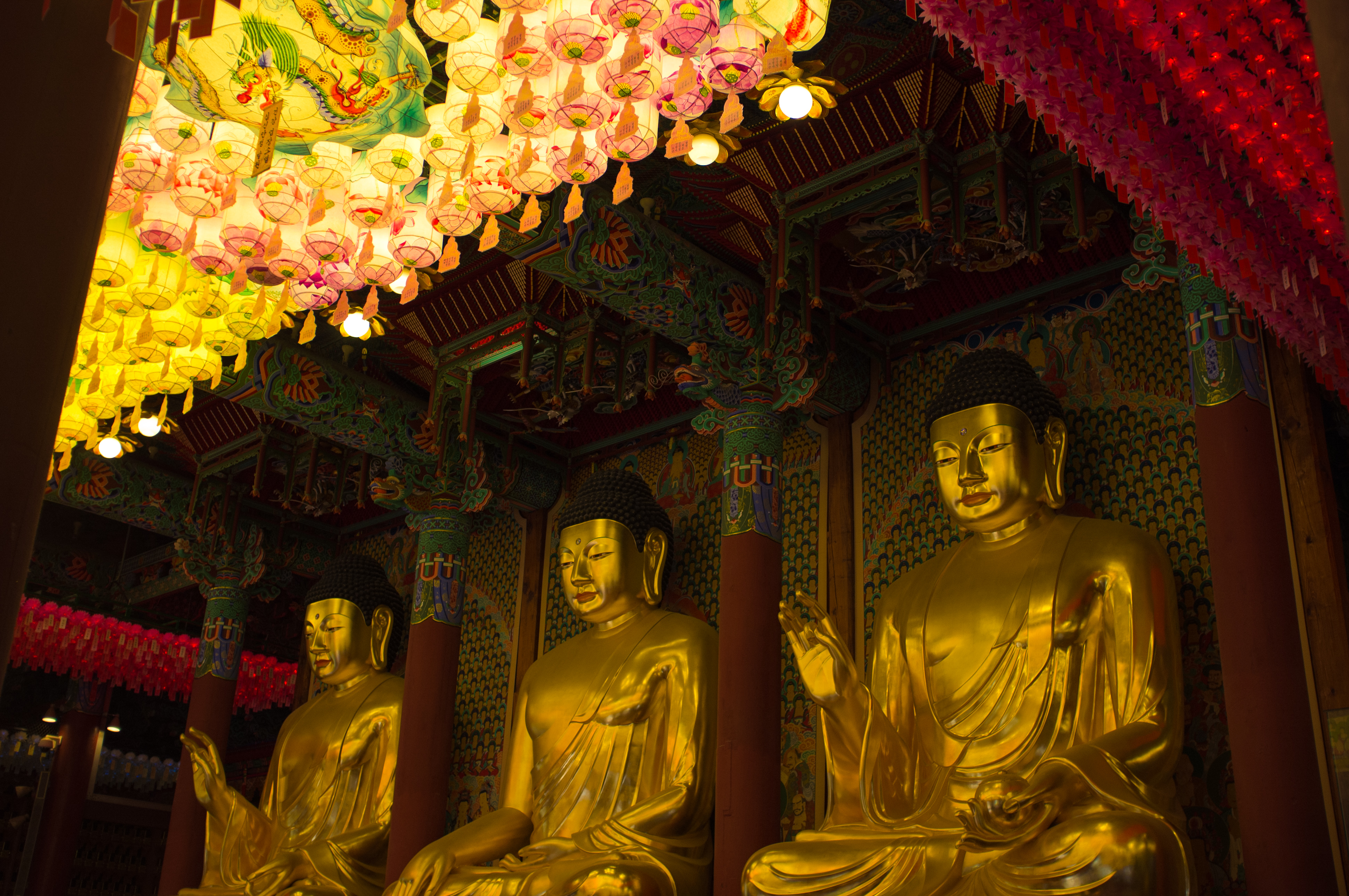
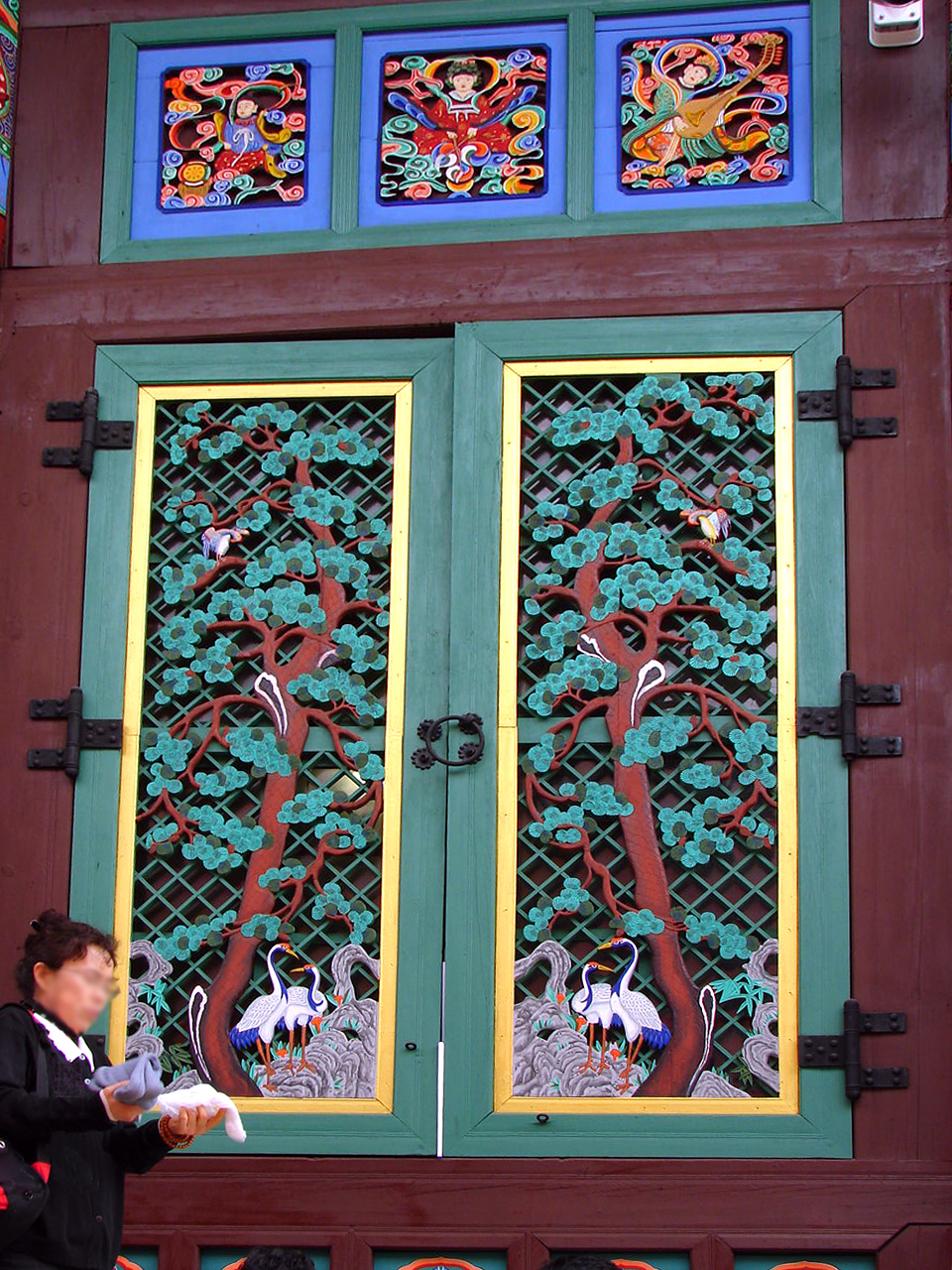
Drzwi do głównego budynku
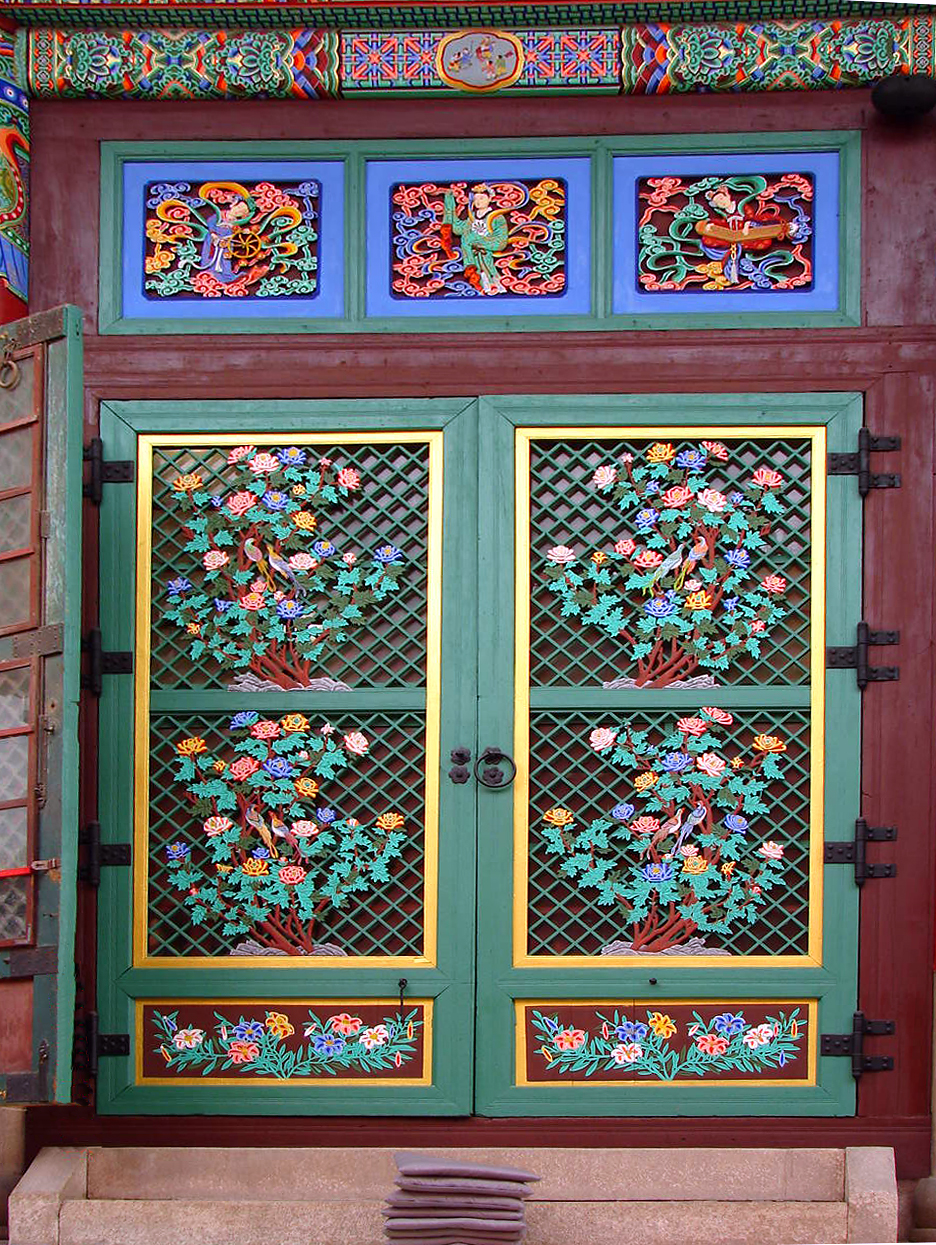
Drzwi do głównego budynku
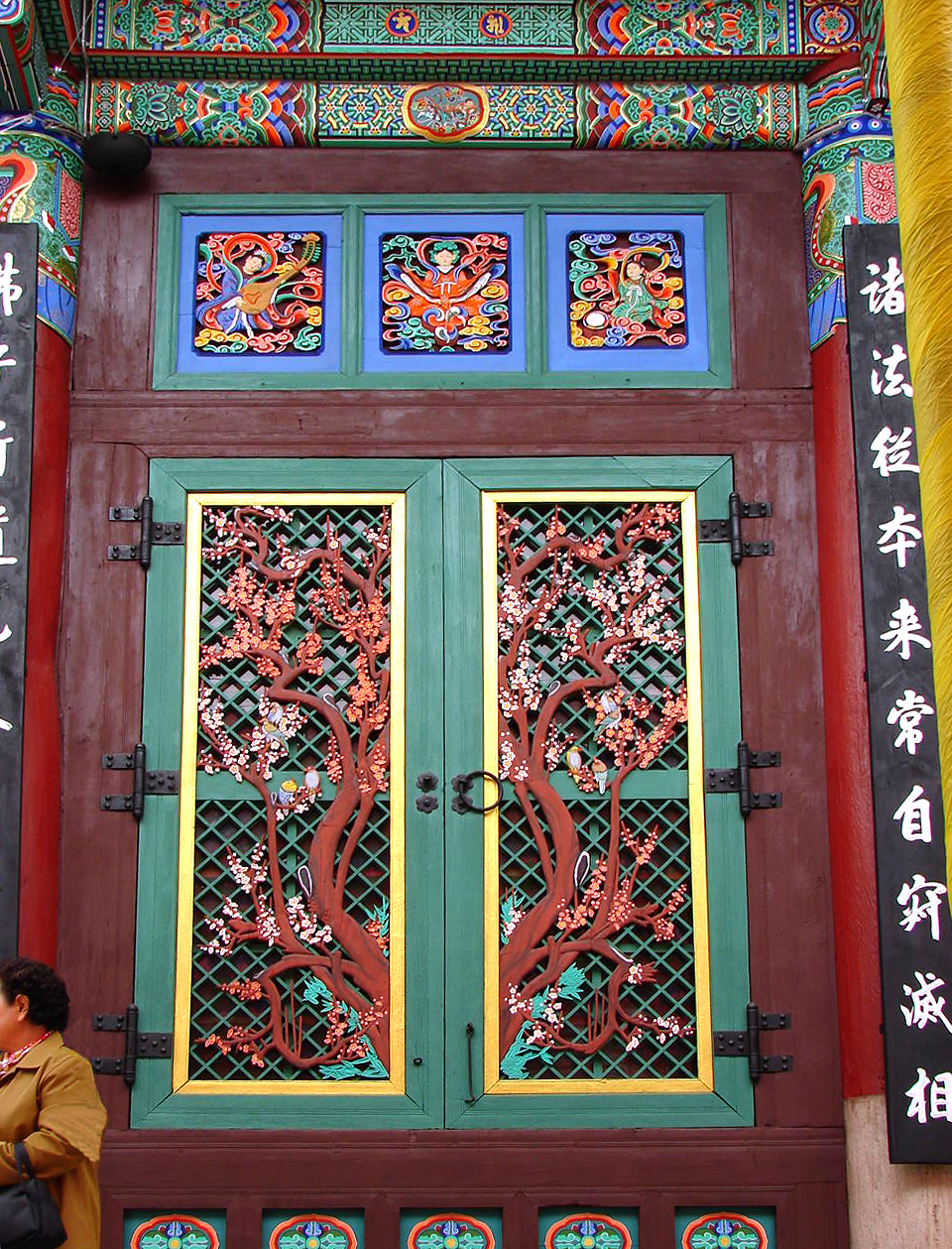
Drzwi do głównego budynku